# Чемпионат СССР по лыжным гонкам 1939
12-й лично-командный чемпионат СССР по лыжным гонкам проходил в Свердловске с 6 по 12 марта 1939 года. Соревнования проводились по десяти дисциплинам — гонки на 20, 30, 50 км, эстафета 4×10 км, бег патрулей 10 км (мужчины), гонка на 5, 10, 15 км, эстафета 4х5 км, бег команд 5 км (женщины).

## Медалисты

### Мужчины
|                     | Золото                                                                         | Серебро                                                                    | Бронза                                                                |
| ------------------- | ------------------------------------------------------------------------------ | -------------------------------------------------------------------------- | --------------------------------------------------------------------- |
| Гонка на 20 км      | Мягков Владимир КИМ Ленинград                                                  | Орлов Павел «Зенит» Горький                                                | Добрышин Алексей «Динамо» Москва                                      |
| Гонка на 30 км      | Добрышин Алексей «Динамо» Москва                                               | Орлов Павел «Зенит» Горький                                                | Смирнов Василий «Пищевик» Москва                                      |
| Гонка на 50 км      | Смирнов Василий «Пищевик» Москва                                               | Орлов Павел «Зенит» Горький                                                | Ивачев Федор «Локомотив» Новосибирск                                  |
| Эстафета 4х10 км    | «Металлург Востока» Лебедев Терентий Мазырин Виктор Мамаев Виктор Володин Пётр | «Пищевик» Лепехов Роман Хилтунен Георгий Торопов Александр Смирнов Василий | КИМ Коковкин Николай Макаров Сергей Мозжухин Григорий Мягков Владимир |
| 10 км. Бег патрулей | РККА Монжосов Николай Печников Григорий Булочкин Георгий                       | «Спартак» Муратиков Александр Новиков Андрей Аман Николай                  | «Крылья Советов» Гиляшев Иван Кузьмин Константин Савин Василий        |

### Женщины
|                  | Золото                                                              | Серебро                                                                      | Бронза                                                               |
| ---------------- | ------------------------------------------------------------------- | ---------------------------------------------------------------------------- | -------------------------------------------------------------------- |
| Гонка на 5 км    | Початова Мария «Зенит» Москва                                       | Кулакова Любовь «Сталинец» Москва                                            | Воробьева Екатерина «Динамо» Москва                                  |
| Гонка на 10 км   | Болотова Зоя «Пищевик» Свердловск                                   | Кулакова Любовь «Сталинец» Москва                                            | Алешина Мария «Спартак» Москва                                       |
| Гонка на 20 км   | Болотова Зоя «Пищевик» Свердловск                                   | Ощепкова Александра «Медик» Пермь                                            | Алексеева Александра «Наука» Москва                                  |
| Эстафета 4х5 км  | «Зенит» Сараева Мария Вытчикова Зинаида Тявочкина А. Початова Мария | «Динамо» Минина Мария Зорина Татьяна Валентина Максунова Воробьева Екатерина | РККА Можайская Екатерина Макарова Нина Дубинина Нина Абрамова Таисия |
| Бег команд. 5 км | «Динамо» Минина Мария Зорина Татьяна Мозжерина                      | «Крылья Советов» Савельева Валентина Жухарева Анна Андреева Антонина         | РККА Можайская Екатерина Дубинина Нина Милютина                      |